# Daniele Borsato
Daniele Borsato (Nove di Bassano, 2 gennaio 1921 – ...) è stato un calciatore italiano, di ruolo difensore.

## Carriera
Nella stagione 1940-1941 arriva terzo in classifica nel campionato di Serie C col Cuneo; in seguito, ha giocato prima in Serie C e poi in Divisione Nazionale con la maglia dell'Asti, con cui ha disputato 14 partite senza mai segnare in quest'ultima categoria, e sempre in Serie C per un anno con il Cinzano.
Nella stagione 1946-1947 gioca 42 partite in Serie B con la maglia della Pro Vercelli, dove si trovava in prestito dal Torino; l'anno seguente la società granata lo cede allo Spezia, con cui gioca 24 partite senza mai segnare nella serie cadetta. Rimane in rosa anche nella stagione 1948-1949, nella quale gioca altre 11 partite nella serie cadetta.
In carriera ha giocato complessivamente 77 partite in Serie B.